# Pedicularis tuberosa
Espèce
Classification APG III (2009)
Le Pédiculaire tubéreuse (Pedicularis tuberosa) est une plante herbacée vivace de la famille des scrofulariacées et du genre Pedicularis.

## Description

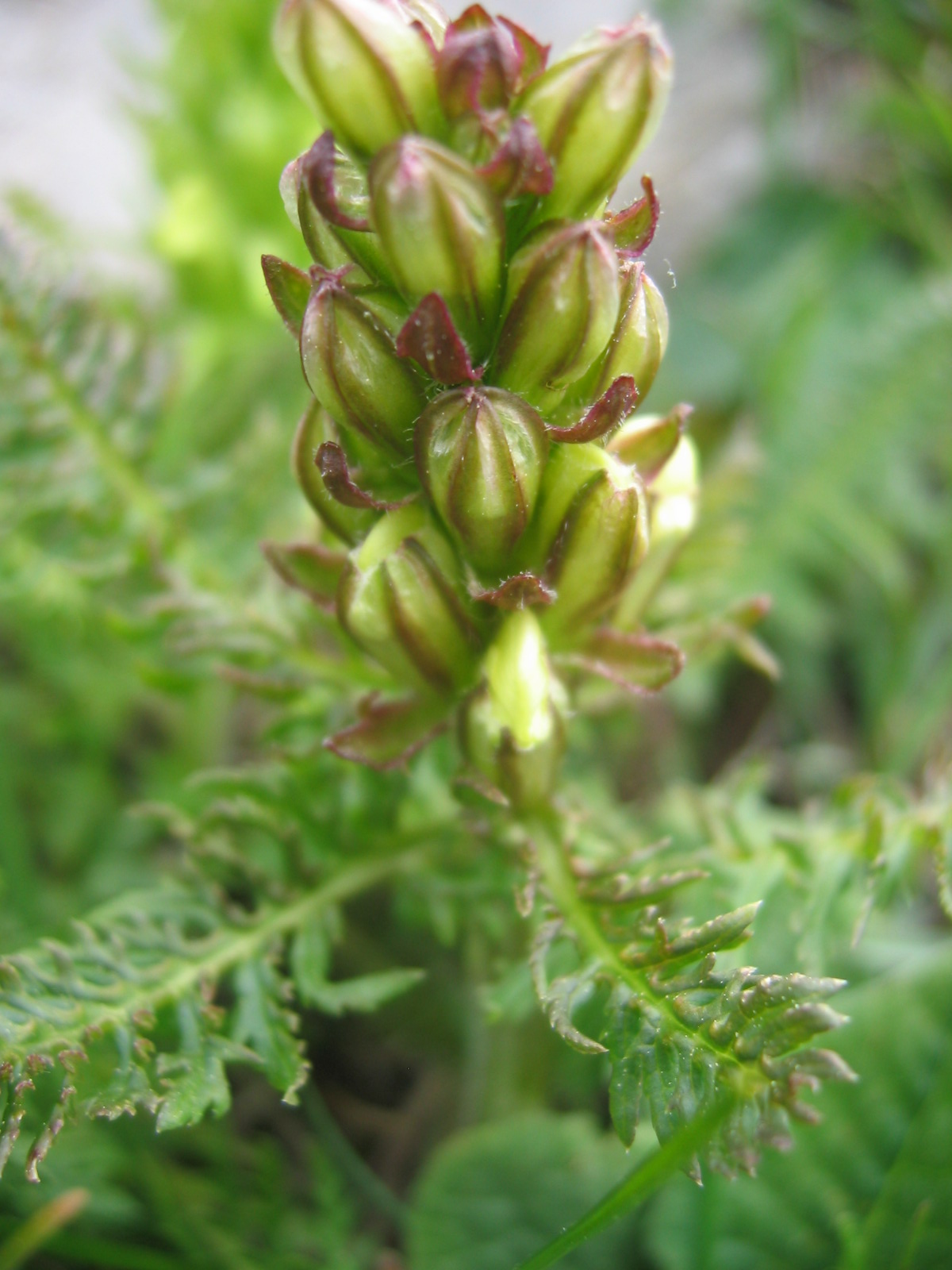
Pédiculaire tubéreuse en bourgeons

Plante trapue de 10 à 25 cm à épi court et serré. Fleurs jaune pâle et munies d'un long nez.

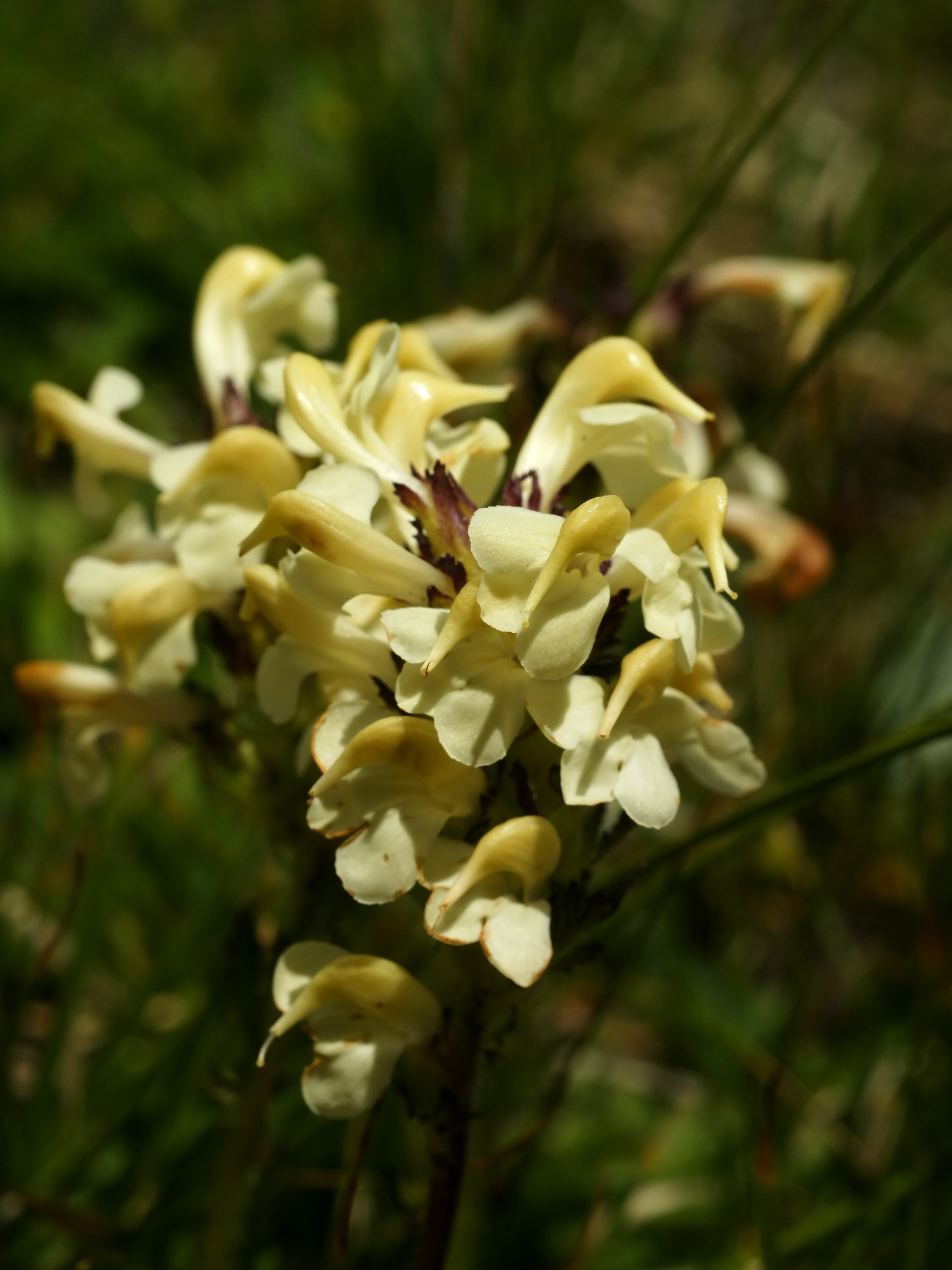
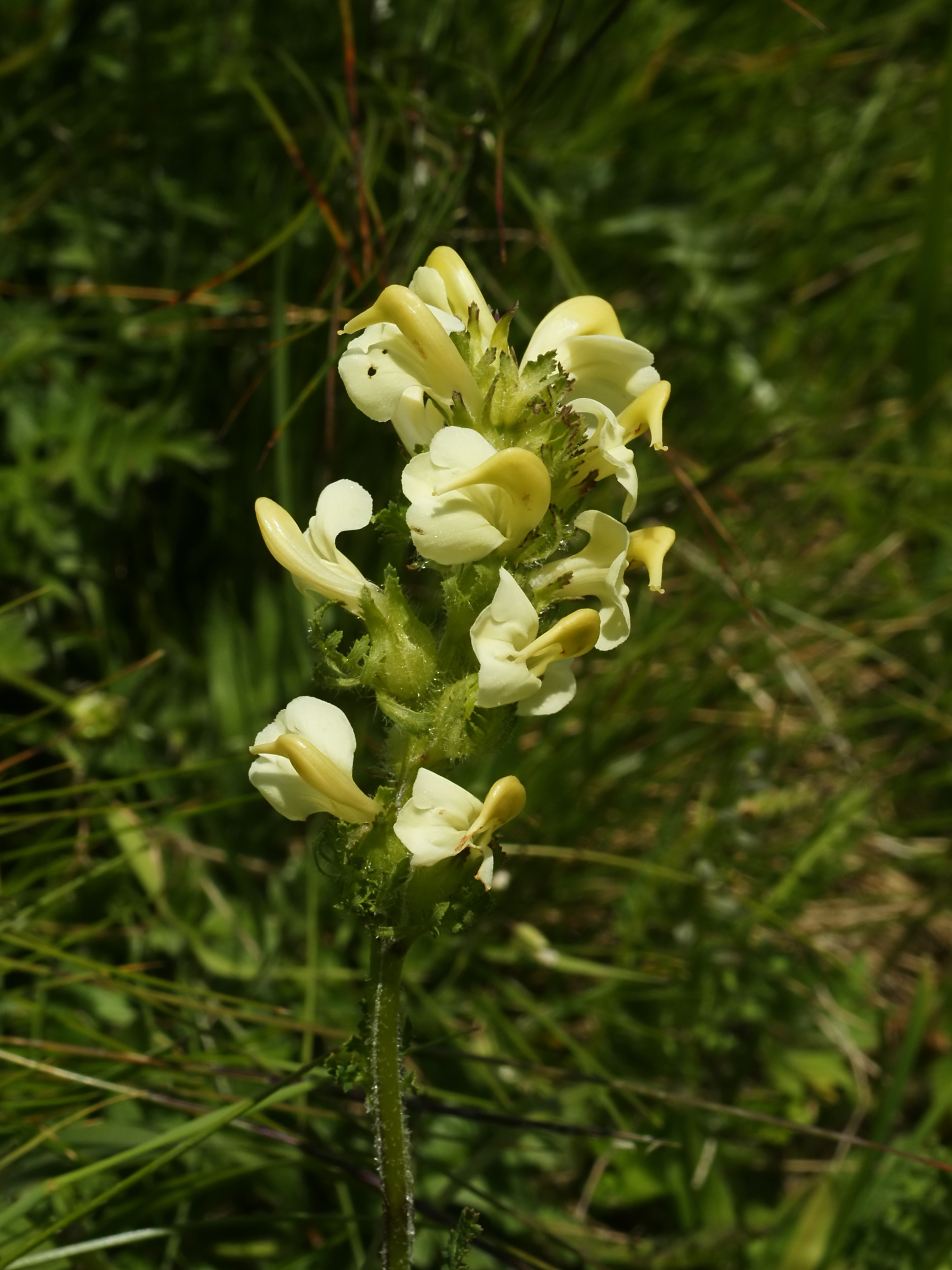
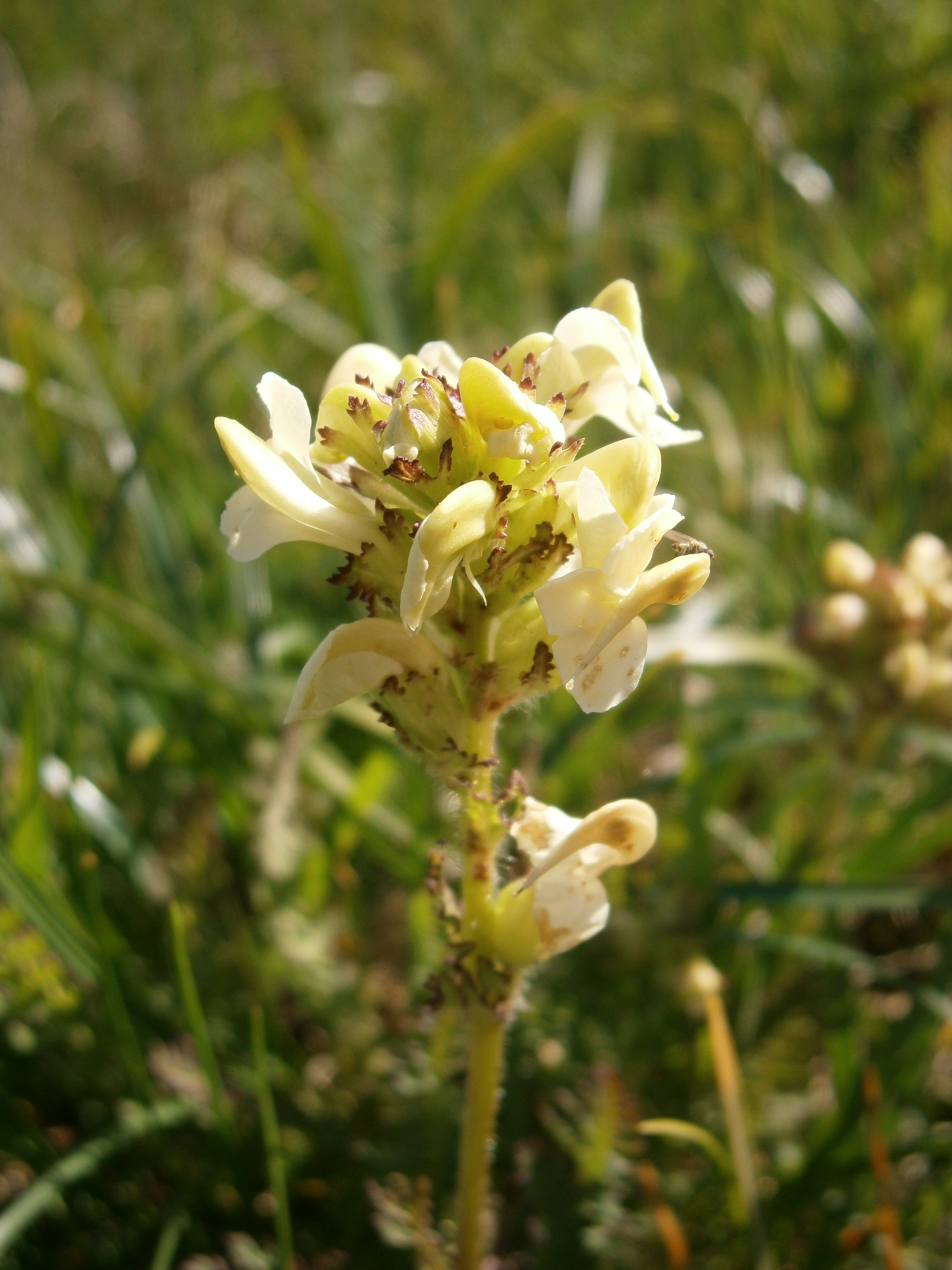
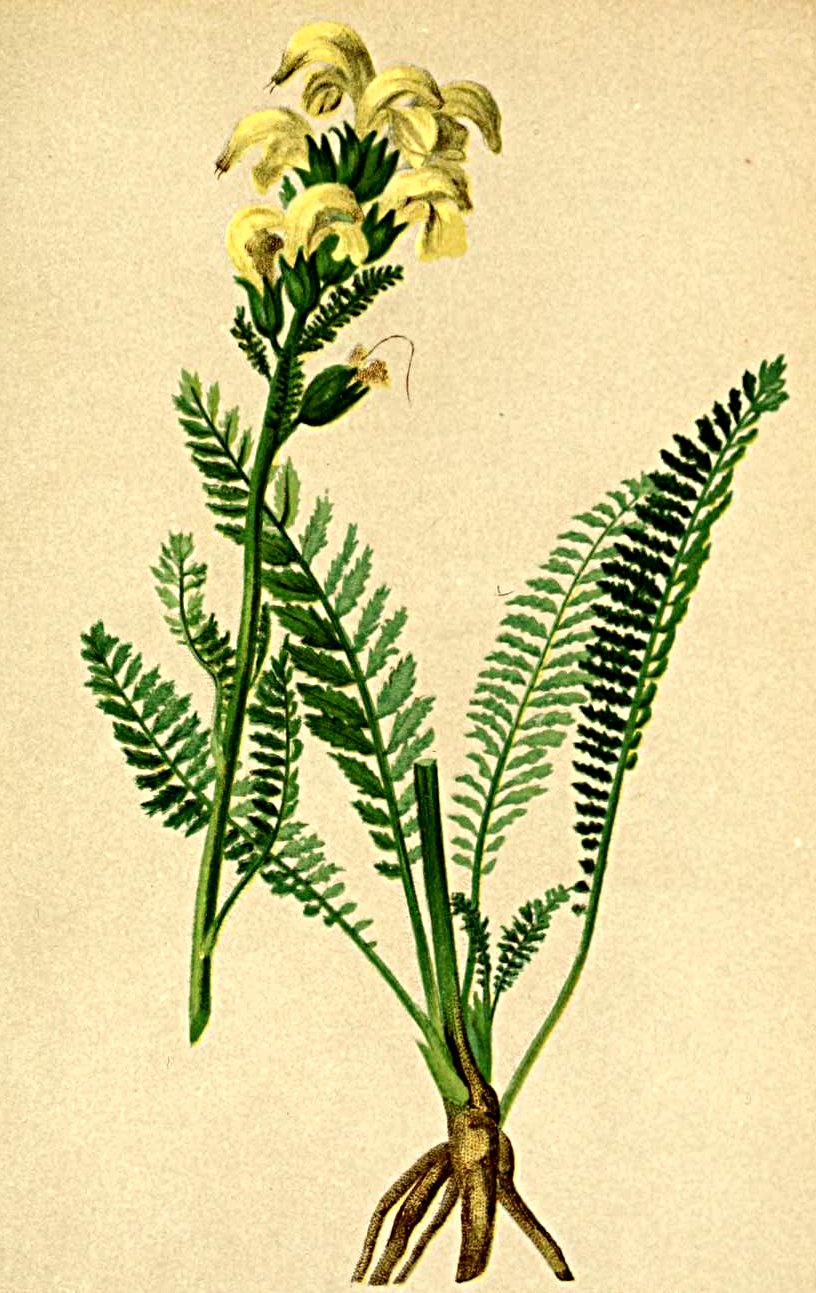